# Icflix

icflix (укр. айсіфлікс) — це близькосхідна платформа потокового мовлення і VoD, яка надає Jazwood (арабський контент), фільми і серіали Боллівуду і Голлівуду. Контент Icflix доступний трьома мовами: арабською, англійською та французькою.

## Історія
Потокову послугу icflix можна використовувати у всьому світі, але основними ринками компанії є такі країни: Марокко, Єгипет, Кувейт, Об'єднані Арабські Емірати, Туніс, Королівство Саудівська Аравія та Пакистан.
Протягом 2014 року icflix оголосив про запуск програми «icflix kids» на пристроях Samsung через партнерство, яке підписали обидві компанії.
У лютому 2015 року компанія здійснила оплату текстовими повідомленнями для своїх марокканських абонентів та кредитною карткою для своїх туніських глядачів. У тому ж місяці компанія оголосила, що кількість підписок досягла 250 000.
У березні 2015 року icflix оголосив про співпрацю з Організацією Об'єднаних Націй у телевізійному серіалі, який повідомлятиме про зусилля агентств ООН у всьому світі з метою зменшення бідності та людських страждань, боротьби з хворобами, надання гуманітарної допомоги та стимулювання зростання.
У лютому 2017 року icflix підписав угоду з ІТ-провайдером та постачальником розваг PTCL про розширення своєї присутності в Пакистані.
Вебсайт потокової передачі співпрацює з популярними компаніями в регіоні MENA, пропонуючи своїм клієнтам рекламні пропозиції, серед яких: Samsung, Souq.com (сайт електронної комерції), Microsoft, Du (телекомунікаційна компанія), Віза, Ooredoo (телекомунікаційна компанія), Hellofood і LG.

## Програми
У жовтні 2014 року icflix почав випуск власних оригінальних продуктів, на даний момент випущено два єгипетських фільми: HIV і Al Makida.
HIV — драма, яка досліджує соціальні наслідки інфікованих ВІЛ-інфекцією очима молодої людини Юсефа.
Al Makida — поліцейський трилер режисера Ахмеда Хасана.